# Inga-Britt Johansson
Inga-Britt Birgitta Johansson, född Lysén 23 mars 1937 i Brunflo församling i Jämtlands län, död 19 april 2021 i Stora Lundby distrikt i Västra Götalands län, var en svensk socialdemokratisk politiker, som mellan 1982 och 1998 var riksdagsledamot för Göteborgs kommuns valkrets. Hon var även ledamot av Europaparlamentet mellan 1995 och 1999.